# 仪征东门水门遗址
仪征东门水门遗址，位于江苏省扬州市仪征市，是中华人民共和国江苏省文物保护单位之一。
2011年12月30日，授予江苏省文物保护单位，分类为古遗址。

## 概况
东门水门遗址位于仪征市区前进东路东岳庙东南50米处,清真寺排水沟河床上。水门现存水下石工建筑，其上半部砖砌券顶建筑已毁。水门的平面呈〕〔形，东西走向，主体部分由南北两厢的石壁、进出水口两侧的四摆手、门道及残存的夯土城墙等组成。水门全长17.5米，西面进水口宽12米，东面出水口宽11.5米。南北两厢石壁长13.4、宽2.2米、高3.8米。摆手长3.16米，与厢呈45°夹角。水门门洞宽7.7米，过道地面用青石板平铺而成,下为密集的木桩。水门上券顶及墙体与主城墙连为一体。东门水门始建于南宋宝庆元年（1126年），元、明、清三代在此基础上进行了修缮和加固，一直沿用至民国。作为仪征唯一保存下来的南宋城垣水关，工艺考究，制作精良，使用时间较长，体现出不同时代的特征，是一处不可多得的水工建筑。同时，它还印证了仪征自宋至明清城市及运道的发展变迁，具有十分重要的历史研究价值。